# كارينا بيدوسكي
كارينا شليشتينغ بيدوسكي (بالبرتغالية: Carina Beduschi‏) (ولد في 19 ديسمبر 1984; في فلوريانوبوليس) ممثلة، مضيفة تلفزيونية، مهندسة معمارية، عارضة أزياء برازيلية، حاملة لقب مسابقة ملكة جمال سابقة والتي توجت به عن مسابقة ملكة جمال البرازيل 2005, ومثلت البرازيل في مسابقة ملكة جمال الكون 2005 والدها، دومينيك سافيو بيدوسكي، من أصل إيطالي، والدتها، هيلين بيدوشي مارسيا شليكشتينغ، من أصول ألمانية.

## روابط خارجية
- موقع ملكة جمال الكون
- كارينا بيدوسكي على موقع IMDb (الإنجليزية)